# The Platinum Collection (Litfiba)
The Platinum Collection è la seconda raccolta ufficiale della rockband italiana Litfiba, comprendente i maggiori successi della band durante il periodo in cui era sotto l'etichetta EMI Italiana, ossia dal 1994 al 2001. La raccolta è suddivisa in tre parti: 
- la prima comprende brani della band in versione studio
- la seconda comprende brani della band in versione dal vivo
- la terza comprende ancora brani live, ma le ultime sette tracce del CD sono pezzi registrate dal vivo durante l'estate del 2003 ed interpretate alla voce da Cabo.

## Tracce

### CD 1 - Studio
1. A denti stretti[1] – 4:09
2. Lo spettacolo[2] – 4:08
3. Spirito[2] – 4:40
4. No frontiere[2] – 5:14
5. Lacio drom (buon viaggio)[2] – 4:14
6. Ritmo 2 #[3] – 4:34
7. Imparerò[3] – 3:29
8. Regina di cuori[3] – 4:02
9. Goccia a goccia[3] – 4:43
10. Si può[3] – 4:35
11. Sparami[3] – 4:38
12. Il mio corpo che cambia[4] – 3:58
13. Prendi in mano i tuoi anni[4] – 3:54
14. Vivere il mio tempo[4] – 4:26
15. Sexy dream[4] – 4:39
16. Elettromacumba[5] – 4:17
17. La stanza dell'oro[6] – 3:54
18. Luce che trema[6] – 2:49

Durata totale: 76:23

### CD 2 - Live
1. Sotto il vulcano[1] – 5:29
2. Maudit[1] – 5:20
3. Resisti[1] – 4:25
4. Gioconda[1] – 6:10
5. Tex'n'duet[1] – 5:55
6. Dimmi il nome[1] – 4:42
7. Africa[1] – 4:32
8. La preda[7] – 3:09
9. Il vento[7] – 4:56
10. Lulù e Marlene[7] – 4:52
11. Ritmo[8] – 4:14
12. Eroi nel vento[8] – 4:01
13. Soldi[8] – 6:52
14. Dottor M.[8] – 5:17

Durata totale: 69:54

### CD 3 - Live
1. Fata Morgana[8] – 5:59
2. El diablo[8] – 4:24
3. Cangaceiro[8] – 5:51
4. Proibito[8] – 4:17
5. Animale di zona[8] – 4:42
6. Ci sei solo tu[8] – 6:23
7. Woda-Woda[8] – 5:41
8. Gira nel mio cerchio[9] – 4:03
9. Guerra[9] – 3:39
10. Mr. Hyde[9] – 4:39
11. Cuore di vetro[9] – 4:43
12. Tammùria[9] – 5:03
13. Profumo[9] – 4:00
14. Oceano[9] – 5:49

Durata totale: 69:13